# Barnsbury
Barnsbury è un'area della North London nel London Borough of Islington.

## Famosi abitanti
- Samuel Barnett
- Tony Blair
- Benjamin Britten
- Kenneth Cranham
- Chris Farlowe
- Sir Ian Holm
- Sir Peter Pears
- Thomas H. Shepherd
- Walter Sickert
- VHS
- Simon Rattle
- Colin Roberts
- Colin Firth